# Cremonès
El cremonès (cremunées en cremonès) és un dialecte que pertany al grup gal·loitàlic, parlat en alguns indrets de l'àrea central de la província de Cremona. La seva classificació és controvertida, atès que alguns el consideren un dialecte emilià mentre que d'altres el consideren llombard: efectivament, com altres dialectes de la zona com el piacentino, el mantovano i el pavese-vogherese, té característiques pròpies d'ambdues llengües, encara que aquests tres dialectes siguin classificats amb total certesa com pertanyents a la llengua emiliano-romanyola. És probable que el cremonès sigui una varietat transitòria entre les dues llengües; es pot notar que de totes maneres el dialecte cremonès presenta inflexions emilianes molt tènues respecte al ja citat mantovà (classificat efectivament entre els dialectes emilians). En el seu Saggio sui dialetti gallo italici del 1853, Bernardino Biondelli el va classificar com una varietat dialectal pertanyent al grup oriental de la llengua llombarda, especificant en canvi un clara distinció del bergamasc que portaria a considerar-lo com una hibridació entre les llengües emilianes, llombardes orientals i llombardes occidentals més que un dialecte original. Existeixen dos variants del dialecte cremonès: el dialecte ciutadà (piatòon) i el dialecte pagès (arioso o rustico).

## Ortografia i pronunciació
Una característica peculiar de la pronunciació del dialecte cremonès és l'amplia presència de vocals llargues, que dona a la parla cremonesa la seva típica cadència melodiosa.
Els convenis d'ortografia són decidits pel Comitato promotore di studi di dialettologia, storia e folklore cremonese (Comitè promotor d'estudis de dialectologia, història i folklore cremonesa).

## Vocals
Les vocals i i o provinents de la qualitat vocàlica, venen indicades per l'accent adient si la vocal és tònica. Les altres vocals, si són tòniques, duen sempre l'accent greu, com en italià. Les vocals llargues són sempre tòniques. L'accent tònic sempre és indicat en les paraules polisil·làbiques (menys sobre les lletres ö i ü). Les vocals llargues s'indiquen duplicant la vocal i l'accent tònic es posa sobre la primera d'aquestes. En algunes paraules del cremonès s'observa el fenomen de la síncope, és a dir, preveuen la caiguda de les vocals no accentuades (ex. stemàana per "setmana", o létra per "lletra"); el fenomen, però, és menyspreable, si es compara amb els dialectes emilians on la síncope d'aquesta llengua es presenta molt més freqüentment.
- a com en català (andàa: anar)
- è e oberta (pulèer: galliner)
- é i tancada (fradél: germà)
- i com en català(finìi: acabar)
- ò o oberta (bòon: bo)
- ó o tancada (fióol: noi)
- u com en català (pùll: pollastre)
- ö com en el francès "eu", alemany "ö" (nisöön: ningú)
- ü com en el francès "u", alemany "ü" (paüüra: por)

## Exemples de Cremonès
Nombres:
| Cremonès           | Català              | Italià  |
| ------------------ | ------------------- | ------- |
| Jöon               | U/Un                | Uno     |
| Dù (m.)/ dono (f.) | Dos (m.)/ dues (f.) | Due     |
| Trì (m.)/ trè (f.) | Tres                | Tre     |
| Quàter             | Quatre              | Quattro |
| Cinch              | Cinc                | Cinque  |
| Sées/séez          | Sis                 | Sei     |
| Set                | Set                 | Sette   |
| Ot                 | Vuit                | Otto    |
| Nóof               | Nou                 | Nove    |
| Dées               | Deu                 | Dieci   |

Colors
| Cremonès         | Català  | Italià    |
| ---------------- | ------- | --------- |
| Négher           | Negre   | Nero      |
| Bianc            | Blanc   | Bianco    |
| Blö              | Blau    | Blu       |
| Gialt/giald/gial | Groc    | Giallo    |
| Rùs              | Vermell | Rosso     |
| Vért             | Verd    | Verde     |
| Aranciòon        | Taronja | Arancione |